# گونه‌های شیمیایی
گونه‌های شیمیایی (به انگلیسی: Chemical species) عبارتند از اتم‌ها، مولکول‌ها، یون‌ها و غیره که در یک فرایند شیمیایی یا یک اندازه‌گیری وارد می‌شوند.
در شیمی فراذره‌ای، گونه‌های شیمیایی، آن دسته از ساختارهای فراذره‌ای اند که اندرکنش یا ارتباط آن‌ها از راه ایجاد پیوند یا گسستگی پیوند میان ذره‌ای انجام شده‌است.

## منبع
1. ↑  IUPAC Gold Book definition of chemical species